# Fullblast
Fullblast es el tercer disco instrumental en solitario de Kiko Loureiro, guitarrista de la banda brasileña de metal progresivo Angra, lanzado al mercado en 2009. El disco cuenta con una cuidada producción, muy limpia, que permite apreciar todos los detalles. Incluye doce pistas.

## Canciones
1. Headstrong
2. Desperado
3. Cutting Edge
4. Excuse Me
5. Se Entrega, Corisco!
6. A Clairvoyance
7. Corrosive Voices
8. Whispering
9. Outrageous
10. Mundo Verde
11. Pura Vida
12. As It Is, Infinite

## Integrantes
Kiko Loureiro: Guitarra, Teclados, Programación y percusiones adicionales
Felipe Andreoli: Bajo
Mike Terrana: Batería
DaLua: Percusión
Yaniel Matos: Rhodes en Whispering